# غرانت ثورنتون
غرانت ثورنتون (29 أغسطس 1992 في المملكة المتحدة - ) (بالإنجليزية: Grant Thornton)‏ هو لاعب كريكت بريطاني. لعب مع نادي وارويكشاير للكريكيت ‏.

## وصلات خارجية
- غرانت ثورنتون على موقع إي آس بي آن كريك إنفو (الإنجليزية)